# Rinderbandwurm
Der Rinderbandwurm (Taenia saginata oder auch Taeniarhynchus saginatus), auch als Rinderfinnenbandwurm bezeichnet, ist ein parasitisch lebender Bandwurm im Darm vom Menschen. Als Zwischenwirt dienen Rinder.

## Verbreitung
Der Rinderbandwurm wurde weltweit mit der Rinderzucht verbreitet, kommt heute allerdings meist in den Ländern südlich der Sahara und jenen des Nahen Ostens vor. Eine besonders starke Prävalenz herrscht in Kenia, wo in einer Studie von 1996 eine regional stark schwankende Zystizerkose bei 15–80 % der Rinder festgestellt wurde.
Der Mensch ist der einzige Endwirt.

## Merkmale
Der Körper des Rinderbandwurms trägt alle typischen Merkmale der Bandwürmer, er erreicht eine Länge bis zu 12 Meter und eine Breite bis zu 7 Millimeter. Eine Besonderheit des Rinderbandwurmes ist das Fehlen der Hakenkränze als Haftorgan am Scolex (Kopf).
Die Finnen im Muskelfleisch des Rindes sind etwa erbsengroß. Die vom Menschen ausgeschiedenen eierlegenden Bandwurmglieder sind beweglich. Eine von einem befallenen Menschen bekotete Weide kann im Umkreis von 25 m weitere 6 Monate lang infektiös sein. Die Eier sind mikroskopisch klein und können selbst in Jauche aus Klärgruben oder eingebrachter Silage monatelang überleben.

## Lebenszyklus

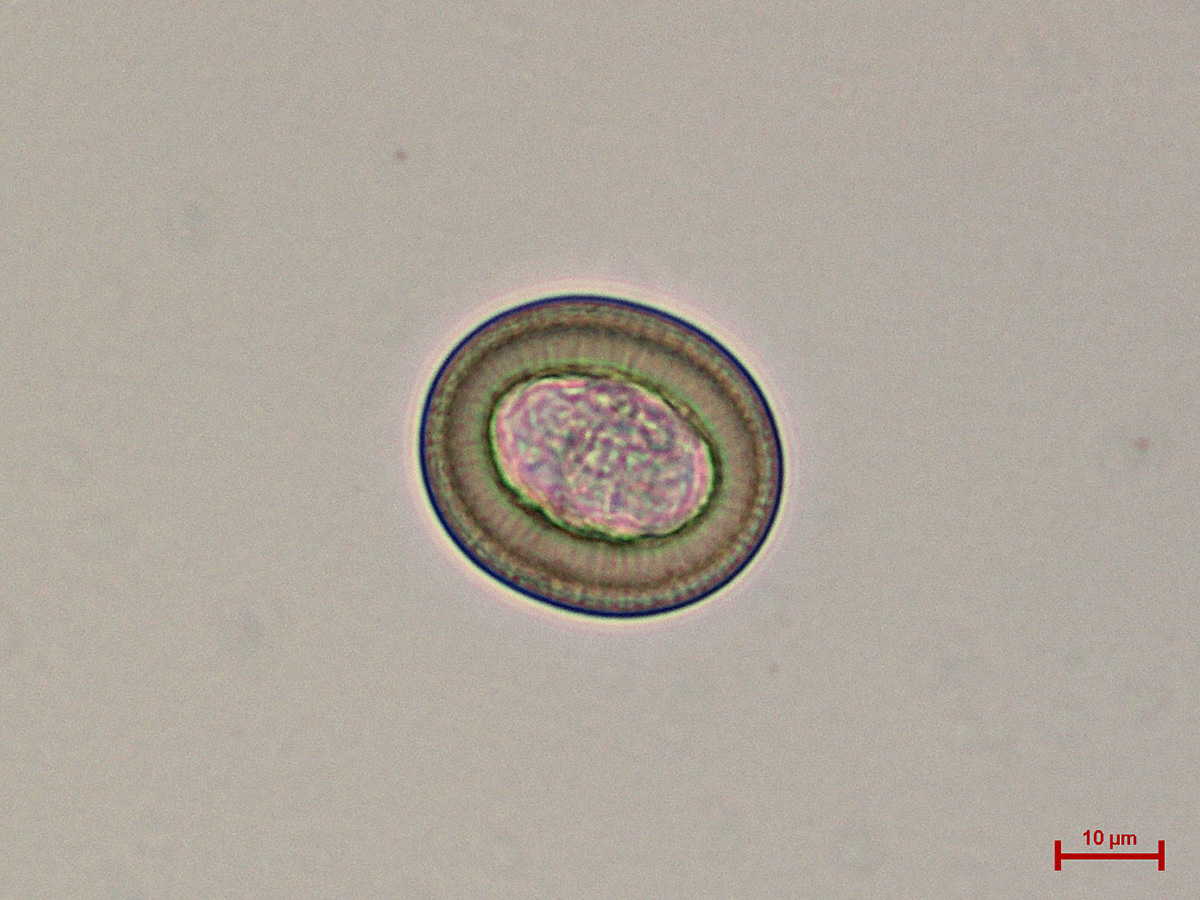
Ei des Rinderbandwurms

Der Lebenszyklus des Rinderbandwurmes umfasst wie bei allen Bandwürmern ein Finnenstadium (Rinderfinne, Cysticercus bovis oder Cysticercus inermis), das hier im Rind zu finden ist (Zystizerkose). Der menschliche Endwirt scheidet pro Tag bis zu neun Proglottiden aus, diese verstreuen durch aktive Kriechbewegungen die Eier über weite Strecken. Die Eier werden von Rindern oral aufgenommen, wo sie sich vor allem in der Muskulatur von Zwerchfell, Zunge und Herz ansiedeln. Die Finnen verbleiben nun im Rind und werden, falls sie bei einer in den meisten Ländern gesetzlich vorgeschriebenen Fleischbeschau durch den Veterinärmediziner nicht entdeckt werden, vom Menschen aufgenommen. Eine Wurminfektion tritt allerdings nur dann auf, wenn das Fleisch ungenügend gekocht oder roh gegessen wird.

## Erkrankung
Die Infektion bleibt oft ohne Symptome, selten treten Kopfschmerzen, leichte Bauchschmerzen, Hungergefühl oder wechselnder Appetit und Unwohlsein auf. Das einzige Symptom kann auch eine Gewichtsabnahme sein. Im menschlichen Stuhl können die etwa 1 cm langen und 0,7 cm breiten weißlichen Proglottiden gefunden werden. Im Rind selbst rufen die Finnen keine Symptome hervor.

## Vorbeugung
Durch Kochen oder Braten des Rindfleisches vor dem Verzehr kann eine Infektion vermieden werden. Um die Zystizerken (Finnen) abzutöten, muss im Fleisch für mindestens fünf Minuten eine Temperatur von 65 Grad Celsius erreicht werden. Auch ein Einfrieren für neun Tage bei minus zehn Grad Celsius bewirkt ein Abtöten der Zystizerken.
In Europa sind bis zu 1,5 Prozent der Rinder befallen. Ungeklärte Abwässer, die in Flüsse gelangen, „wilde Toiletten“ in der Nähe von Weideplätzen und die direkte Übertragung der Eier von Mensch zu Rind in Betrieben sind Quellen von Infektionen.

## Therapie
Bei Befall des menschlichen Darms durch den Rinderbandwurm ist eine Einzeldosis von Praziquantel (10 mg/kg Körpergewicht) oder Niclosamid (bei Erwachsenen 2 g) wirksam. Vor Einführung des Präparates in den 1980er Jahren wurden Zinnpräparate verabreicht.